# Danville (Illinois)
Danville – miasto (city), ośrodek administracyjny hrabstwa Vermilion, we wschodniej części stanu Illinois, w Stanach Zjednoczonych, położone nad rzeką Vermilion i jeziorem Vermilion.

## Demografia
W 2013 roku miasto liczyło 32 523 mieszkańców. W 2023 roku liczba mieszkańców spadła do 28 206 osób, a gęstość zaludnienia poniżej 610 osób/km².

## Historia
Miasto założone zostało w 1827 roku i rozwinęło się dzięki eksploatacji pobliskich złóż soli.

## Transport
Przez miasto przebiega autostrada międzystanowa nr 74.